# Osiedle Przedwiośnie (Poniatowa)
Osiedle Przedwiośnie – osiedle mieszkaniowe w Poniatowej.
Na osiedlu znajduje się jedyny kościół w Poniatowej. Jego budowę rozpoczęto w 1981, a zakończono w 1986 roku. Mieści się tu również Pracownicza Spółdzielnia Mieszkaniowa "Nasz Dom" powstała w 1983 roku, będąca jedną z dwóch spółdzielni mieszkaniowych na terenie miasta.

## Ulice
Lubelska, Zachodnia, Cicha, Zielona, Jasna, Osiedlowa, Wspólna, Krokusowa, Sosnowa.